# Vesiculaire stomatitis
Vesiculaire stomatitis (VS) is een virusziekte waar paarden, runderen, varkens en waarschijnlijk ook schapen en geiten vatbaar voor zijn. Wilde dieren die vatbaar zijn vesiculaire stomatitis, zijn diverse soorten herten en een scala aan kleine zoogdieren in de tropen. De symptomen van vesiculaire stomatitis lijken veel op die van mond-en-klauwzeer (MKZ) en de blaasjesziekte (SVD). In het veld is onderscheid maken tussen deze drie verschillende ziekten vrijwel onmogelijk. Behalve door het feit dat paarden resistent zijn voor MKZ en niet voor vesiculaire stomatitis. De reden waarom vesiculaire stomatituis op de A lijst staat van de OIE (wereldorganisatie voor diergezondheid) is dan ook de gelijkenis van de symptomen van deze ziekte met de symptomen van MKZ. Vesiculaire stomatitis is een zoönose zonder ernstige gevolgen voor mensen.

## Ziekteverwekker
Vesiculaire stomatitis wordt veroorzaakt door een (-)ssRNA-virus van het geslacht Vesiculovirus uit de Rhabdoviridae familie. De meest voorkomende soorten van het virus zijn New Jersey en Indiana.
Eigenschappen:
- uitgeschakeld na 30 minuten op 58 °C
- stabiel tussen een pH van 4.0 tot 10.0
- gevoelig voor ether
- uitgeschakeld door formaline
- kan lange tijd op lage temperaturen overleven.

## Besmetting
Over de wijze waarop vesiculaire stomatitis wordt overgebracht van besmette dieren naar vatbare dieren is weinig bekend. Men vermoedt dat de ziekte alleen kan binnen dringen via beschadigingen van de huid of via de slijmvliezen. Omdat epidemieën van vesiculaire stomatitis slecht te voorspellen zijn, vermoedt men dat vesiculaire stomatitis een vectorziekte is en net zoals malaria en blauwtong door muggen of andere bijtende of stekende insecten wordt verspreid.

## Ziekteverschijnselen
Als gevolg van een besmetting met vesiculaire stomatitis kan tot 90% van de dieren van een groep ziekte verschijnselen vertonen. De mortaliteit van de ziekte is daarentegen zeer laag, er gaan over het algemeen maar weinig dieren dood aan de gevolgen van vesiculaire stomatitis.
Symptomen:
- overmatig kwijlen
- blaren ronde de bek
- blaren op de poten
- blaren op de uier

Binnen 2 weken zijn de dieren volledig hersteld van de ziekte. Ondanks de lage mortaliteit en korte duur van de ziekte kunnen dieren wel permanente schade ondervinden als gevolg van de ziekte. Zo kunnen paarden kreupel worden en kan bij melkvee uierontsteking ontstaan door secundaire infecties als gevolg van een verlaagde weerstand.

## Verspreiding
Vesiculaire stomatitis komt voornamelijk voor in Zuid-Amerika en zo nu en dan is er ook een uitbraak in Noord-Amerika. De beperkte verspreiding van de vesiculaire stomatitis zou een andere aanwijzing kunnen zijn dat het om een vectorziekte gaat. De ziekte is viermaal buiten Noord- en Zuid-Amerika geconstateerd namelijk in 1886 en 1887 in Zuid-Afrika en in 1915 en 1917 in Frankrijk. In alle gevallen ging het om geïmporteerde besmette paarden. De ziekte heeft zich toen niet verder verspreid, mogelijk door het ontbreken van een vector

## Bestrijding
Het preventief vaccinneren van dieren als bestrijding tegen vesiculaire stomatitis is niet mogelijk, simpelweg omdat er nog geen vaccin tegen deze ziekte commercieel beschikbaar is. Er is wel al geëxperimenteerd met een vaccin van geïnactiveerde virussen. Omdat niet alle epidemiologische factoren van vesiculaire stomatitis bekend zijn is het niet uit te sluiten dat de ziekte ook in Europa zou kunnen opduiken.